# Émile Chalvidan
Emile Chalvidan est un footballeur français né le 1er août 1908 à Codognan (Gard) et mort le 19 juillet 1987 à Saint-Étienne. Il occupe le poste d'attaquant.

## Biographie
En marquant contre la Bastidienne (club de la banlieue de Bordeaux) à la 25e minute de la première journée de la saison 1933-1934 de seconde division il est le premier buteur de l'histoire de l'Association sportive de Saint-Étienne en championnat.